# Glavica
Glavica (lat. capsula) je  mnogosemenski suhi plod, ki se odpre s podolžnimi loputami, zobci, pokrovčkom ali pa se seme iztrese skozi luknjice. Glavica nastane iz večlistne plodnice. 
Odpiranje glavice:
- pretinasta glavica se odpira po stičiščih plodnih listov (krčnica Hypericum, podlesek Colchicum)
- predalasta glavica se odpira z vzdolžnimi razpokami po osrednjih žilah plodnih listov (perunika Iris)
- pretinasto-predalasto se odpira na oba prej omenjena načina hkrati (kristavec Datura)
- luknjičasta glavica se odpira z luknjicami  (zvončica Campanula, mak Papaver)
- krožno odpirajoča se glavica se odpira s pokrovčkom (navadna kurja češnjica Anagallis arvensis)

Po stopnji odpiranja govorimo o odpiranju
- z zobci (smiljka Cerastium)
- z loputami (perunika Iris)
- z vzdolžnimi razpokami (zajčja deteljica Oxalis, kukavica Orchis)

Tudi plod divjega kostanja (Aesculus hippocastanum) je 1-3 predalasta bodičasta glavica z 1-3 rjavimi semeni. Posebna oblika glavice sta tudi lusk in lušček, ki sta značilna za križnice in nastaneta iz dveh zraslih plodnih listov.
- Pretinasta glavica jesenskega podleska Colchicum autumnale
- Predalasta glavica smrdlivega irisa Iris foetidissima
- Pretinasto-predalasta glavica kristavca Datura
- Luknjičasta glavica poljskega maka Papaver rhoeas
- Krožno odpirajoča se glavica modre kurje češnjice Anagallis foemina